# Danone

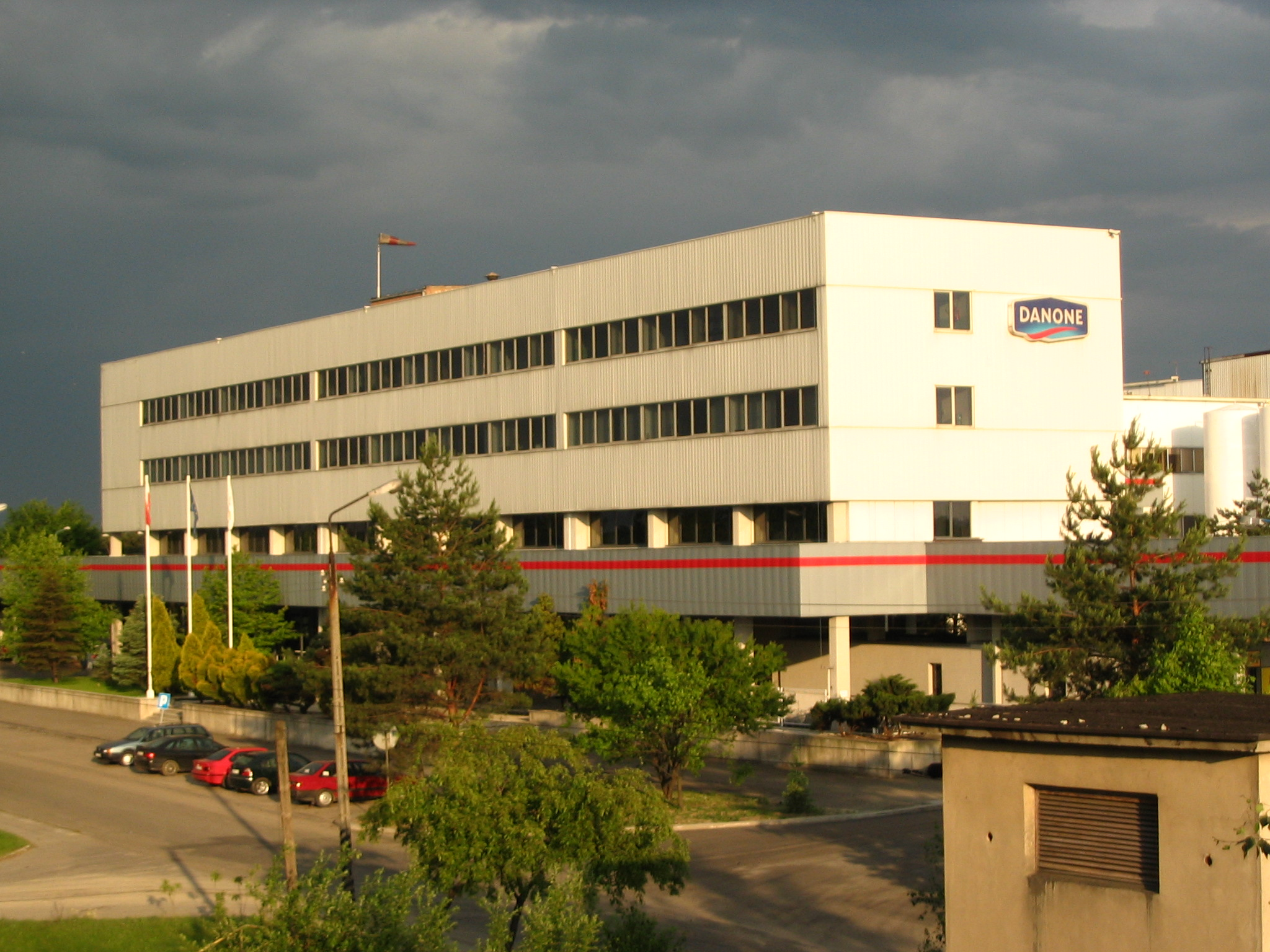
Fabrica Danone din Bieruń, Polonia

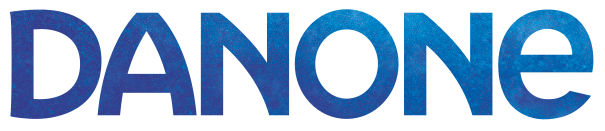
Sigla Danone

Fabrica Danone în lume

Danone este un concern multinațional de băuturi și produse alimentare cu sediul in Paris. Compania are reprezentanțe în jur de 120 de țări. În SUA, compania are numele de brand Dannon.

## Istoric
Danone a fost fondată în 1919 în Barcelona (Spania) de către Isaac Carasso, nepotul influentului Emmanuel Carasso din Salonic. Danone este diminutivul catalan al numelui fiului său Daniel. În timpul celui de-al doilea război mondial, sediul central a fost în  New York, în 1958 compania s-a mutat la Paris, unde este și astăzi. În 1967 a fuzionat cu Gervais. În 1973 Gervais-Danone fuzionează cu Boussois-Souchon-Neuvesel (BSN).
Numărulul de angajați în 2007 era de 76.044. În 2007 genera o cifră de afaceri de 12,7 miliarde Euro. Venitul net în 2007 era 1,185 miliarde Euro iar în 2006 era de 1,9 miliarde Euro

## Danone în România
Compania a ajuns în România în anul 1996, prin achiziția activelor unei foste fabrici de lactate din București.
Din 1997 își începe operațiunile în România, prin distribuția de produse importate din Polonia și Ungaria.
În anul 1999 Danone începe producția de iaurt în România.
În 1997, a achiziționat fosta clădire a fabricii de lactate Miorița din București, pe care a retehnologizat-o și unde a angajat 50-60 de oameni.
În anul 2001 Danone avea în România 300 de angajați, iar până în 2008 ajunsese la circa 700 de oameni.
În 2012 Danone a făcut un joint venture cu Norbert Dentressangle România, subsidiara unei companii franceze de logistică, deținând 50% din firma de distribuție nou creată.
Compania deține un portofoliu ce depășește 60 de referințe de produs, principalele mărci fiind: Activia, Danonino, Actimel, Nutriday, Frutmania, Cremoso, Danette, Casa Bună și gama tradițională: Danone Sana, Danone Smântână și Danone Lapte Proaspăt, Danone iaurt in stil grecesc.
Număr de angajați în 2007: 667
Cifra de afaceri în anul 2007: 367 milioane RON (111 milioane Euro) 